# 싱글 코어
싱글 코어(single-core) 프로세서 또는 단일 코어 프로세서는 다이에 단일 CPU가 있는 마이크로프로세서이다. 하나의 스레드에서만 실행되므로 한 번에 하나씩 가져오기-디코드-실행 주기를 수행한다. 단일 코어 CPU를 사용하는 컴퓨터는 일반적으로 멀티 코어 시스템보다 속도가 느리다.
단일 코어 프로세서는 데스크탑 컴퓨터에 널리 사용되었지만 응용 프로그램이 더 많은 처리 능력을 요구함에 따라 단일 코어 시스템의 느린 속도는 성능에 해를 끼치게 되었다. 윈도우는 듀얼 코어 프로세서가 필요한 윈도우 11 릴리스까지 단일 코어 프로세서를 지원했다.
단일 코어 프로세서는 일부 틈새 환경에서 여전히 사용되고 있다. 구식 운영 체제(예: 윈도우 98)를 실행하는 시스템과 같은 일부 오래된 레거시 시스템은 멀티 코어 프로세서의 이점을 얻을 수 없다. 단일 코어 프로세서는 라즈베리 파이 및 단일 보드 마이크로컨트롤러와 같은 취미용 컴퓨터에도 사용된다. 단일 코어 데스크탑 프로세서 생산은 2013년 Celeron G470으로 종료되었다.